# Primeira Liga 2023-2024
La Primeira Liga 2023-2024, nota come Liga Portugal Betclic 2023-2024 per ragioni di sponsorizzazione, è stata la 90ª edizione della massima serie del campionato portoghese di calcio, iniziata l'11 agosto 2023 e conclusa il 19 maggio 2024.
La squadra campione in carica è il Benfica, avendo vinto il suo trentottesimo titolo nazionale.
Il campionato è stato vinto dallo Sporting Lisbona, al suo ventesimo titolo.

## Stagione

### Novità
Dalla stagione 2022-2023 sono stati retrocessi Santa Clara e Paços Ferreira, ultime due squadre classificate, insieme al Marítimo, perdente dello spareggio promozione-retrocessione; dalla Segunda Liga 2022-2023 sono stati promossi Moreirense e Farense, prime due squadre classificate, insieme all' Estrela Amadora, vincitrice dello spareggio promozione-retrocessione.
Inoltre a causa del crollo al 7 posto nel ranking UEFA a qualificarsi direttamente in fase a gironi della Champions league sarà la vincente del campionato mentre la seconda ripartirà dai preliminari.

### Formula
Le 18 squadre partecipanti si affrontano in un girone di andata e ritorno, per un totale di 34 giornate. Al termine della stagione, la prima classificata è campione di Portogallo e si qualifica alla UEFA Champions League 2024-2025 insieme con la seconda classificata, a causa della retrocessione del Portogallo nel ranking UEFA che l'ha portato a perdere uno slot. La terza classificata e la vincente della Taça de Portugal 2023-2024 (o la quarta classificata, qualora la vincitrice della Coppa arriva nelle prime tre posizioni) vengono ammesse alla UEFA Europa League 2024-2025, mentre la quarta (o la quinta, nel caso in cui la quarta si qualifichi per l'Europa League), si qualifica per la UEFA Conference League 2024-2025.
Le ultime due classificate retrocedono in Segunda Liga, mentre la terzultima gioca uno spareggio promozione/retrocessione contro la terza classificata della Segunda Liga 2023-2024.

## Squadre partecipanti
| Club              | Stagione | Città                  | Stadio                            | Stagione precedente                                 |
| ----------------- | -------- | ---------------------- | --------------------------------- | --------------------------------------------------- |
| Arouca            | dettagli | Arouca                 | Estádio comunale di Arouca        | 5º posto in Primeira Liga                           |
| Benfica           | dettagli | Lisbona                | Estádio da Luz                    | 1º posto in Primeira Liga, campione di Portogallo   |
| Boavista          | dettagli | Oporto                 | Estádio do Bessa Século XXI       | 9º posto in Primeira Liga                           |
| Braga             | dettagli | Braga                  | Estádio comunale di Braga         | 3º posto in Primeira Liga                           |
| Casa Pia          | dettagli | Lisbona                | Estádio Pina Manique              | 10º posto in Primeira Liga                          |
| Chaves            | dettagli | Chaves                 | Estádio Municipal de Chaves       | 7º posto in Primeira Liga                           |
| Estoril Praia     | dettagli | Estoril                | Estádio António Coimbra da Mota   | 14º posto in Primeira Liga                          |
| Estrela Amadora   | dettagli | Amadora                | Estádio José Gomes                | 3º posto in Segunda Liga, promossa in Primeira Liga |
| Famalicão         | dettagli | Vila Nova de Famalicão | Estádio Municipal 22 de Junho     | 8º posto in Primeira Liga                           |
| Farense           | dettagli | Faro                   | Stadio di São Luís                | 2º posto in Segunda Liga, promosso in Primeira Liga |
| Gil Vicente       | dettagli | Barcelos               | Estádio Cidade de Barcelos        | 13º posto in Primeira Liga                          |
| Moreirense        | dettagli | Moreira de Cónegos     | Parque Joaquim de Almeida Freitas | 1º posto in Segunda Liga, promosso in Primeira Liga |
| Portimonense      | dettagli | Portimão               | Estádio Municipal de Portimão     | 15º posto in Primeira Liga                          |
| Porto             | dettagli | Oporto                 | Estádio do Dragão                 | 2º posto in Primeira Liga                           |
| Rio Ave           | dettagli | Vila do Conde          | Estádio Municipal dos Arcos       | 12º posto in Primeira Liga                          |
| Sporting Lisbona  | dettagli | Lisbona                | Estádio José Alvalade             | 4º posto in Primeira Liga                           |
| Vitória Guimarães | dettagli | Guimarães              | Estádio D. Afonso Henriques       | 6º posto in Primeira Liga                           |
| Vizela            | dettagli | Vizela                 | Estádio do FC Vizela              | 11º posto in Primeira Liga                          |

## Allenatori e primatisti
Aggiornata al 18 maggio 2024
| Squadra           | Allenatore                                           | Calciatore più presente                                       | Cannoniere            |
| ----------------- | ---------------------------------------------------- | ------------------------------------------------------------- | --------------------- |
| Arouca            | Daniel Ramos (1ª-11ª) Daniel Sousa (12ª-)            | Jason Cristo González (34)                                    | Rafa Mújica (20)      |
| Benfica           | Roger Schmidt                                        | Fredrik Aursnes João Neves (33)                               | Rafa Silva (14)       |
| Boavista          | Petit (1ª-13ª) Ricardo Paiva (15ª-)                  | João Gonçalves (34)                                           | Róbert Boženík (9)    |
| Braga             | Artur Jorge                                          | Matheus (34)                                                  | Simon Banza (21)      |
| Casa Pia          | Filipe Martins (1ª-5ª) Pedro Moreira (6ª-)           | Leonardo Lelo (33)                                            | Clayton (8)           |
| Chaves            | José Gomes (1ª-5ª) Moreno (6ª-)                      | Héctor Hernández, Kelechi Nwakali (32)                        | Héctor Hernández (14) |
| Estoril Praia     | Álvaro Pacheco (1ª-6ª) Vasco Seabra (7ª-)            | Rafik Guitane João Marques (32)                               | Alejandro Marqués (9) |
| Estrela Amadora   | Sérgio Vieira                                        | Léo Cordeiro (31)                                             | Kikas (7)             |
| Famalicão         | João Pedro Sousa                                     | Francisco Moura, Luiz Júnior (33)                             | Jhonder Cádiz (15)    |
| Farense           | José Mota                                            | Marco Matias Gonçalo Silva Ricardo Velho Bachir Belloumi (32) | Bruno Duarte (13)     |
| Gil Vicente       | Vítor Campelos                                       | Kanya Fujimoto Maxime Dominguez (32)                          | Maxime Dominguez (6)  |
| Moreirense        | Rui Borges                                           | Alan Gonçalo Franco (33)                                      | André Luis (6)        |
| Portimonense      | Paulo Sérgio                                         | Gonçalo Costa Hélio Varela (32)                               | Carlinhos (9)         |
| Porto             | Sérgio Conceição                                     | Diogo Costa, Pepê (34)                                        | Evanilson (13)        |
| Rio Ave           | Luís Freire                                          | Costinha, Fábio Ronaldo (34)                                  | Emmanuel Boateng (7)  |
| Sporting Lisbona  | Rúben Amorim                                         | Viktor Gyökeres (33)                                          | Viktor Gyökeres (29)  |
| Vitória Guimarães | Moreno (1ª) Paulo Turra (3ª-7ª) Álvaro Pacheco (8ª-) | Jota Silva (33)                                               | Jota Silva (11)       |
| Vizela            | Pablo Villar (1ª-14ª) Rubén de la Barrera (15ª-)     | Diogo Nascimento (34)                                         | Samuel Essende (15)   |

## Classifica finale[1]
|  | Pos. | Squadra           | Pt | G  | V  | N  | P  | GF | GS | DR  |
|  | ---- | ----------------- | -- | -- | -- | -- | -- | -- | -- | --- |
|  | 1.   | Sporting Lisbona  | 90 | 34 | 29 | 3  | 2  | 96 | 29 | +67 |
|  | 2.   | Benfica           | 80 | 34 | 25 | 5  | 4  | 77 | 28 | +49 |
|  | 3.   | Porto             | 72 | 34 | 22 | 6  | 6  | 63 | 27 | +36 |
|  | 4.   | Braga             | 68 | 34 | 21 | 5  | 8  | 71 | 50 | +21 |
|  | 5.   | Vitória Guimarães | 63 | 34 | 19 | 6  | 9  | 52 | 38 | +14 |
|  | 6.   | Moreirense        | 55 | 34 | 16 | 7  | 11 | 36 | 35 | +1  |
|  | 7.   | Arouca            | 46 | 34 | 13 | 7  | 14 | 51 | 53 | -2  |
|  | 8.   | Famalicão         | 42 | 34 | 10 | 12 | 12 | 37 | 41 | -4  |
|  | 9.   | Casa Pia          | 38 | 34 | 10 | 8  | 16 | 38 | 50 | -12 |
|  | 10.  | Farense           | 37 | 34 | 10 | 7  | 17 | 46 | 51 | -5  |
|  | 11.  | Rio Ave           | 37 | 34 | 6  | 19 | 9  | 38 | 43 | -5  |
|  | 12.  | Gil Vicente       | 36 | 34 | 9  | 9  | 16 | 42 | 52 | -10 |
|  | 13.  | Estoril Praia     | 33 | 34 | 9  | 6  | 19 | 49 | 59 | -10 |
|  | 14.  | Estrela Amadora   | 33 | 34 | 7  | 12 | 15 | 33 | 53 | -20 |
|  | 15.  | Boavista          | 32 | 34 | 7  | 11 | 16 | 39 | 62 | -23 |
|  | 16.  | Portimonense      | 32 | 34 | 8  | 8  | 18 | 39 | 72 | -33 |
|  | 17.  | Vizela            | 26 | 34 | 5  | 11 | 18 | 36 | 66 | -30 |
|  | 18.  | Chaves            | 23 | 34 | 5  | 8  | 21 | 31 | 72 | -38 |

Legenda:

      Campione del Portogallo e ammessa alla UEFA Champions League 2024-2025
      Ammessa alla Fase campionato della UEFA Champions League 2024-2025
      Ammessa alla Fase campionato della UEFA Europa League 2024-2025
      Ammessa al 2º turno prelim. della UEFA Europa League 2024-2025
      Ammessa alla UEFA Conference League 2024-2025
 Ammessa allo Spareggio promozione-retrocessione
      Retrocesse in Segunda Liga 2024-2025
Note:
Tre punti per la vittoria, uno per il pareggio, zero per la sconfitta.
La classifica viene stilata secondo i seguenti criteri:
- Punti conquistati
- Punti conquistati negli scontri diretti
- Differenza reti negli scontri diretti
- Reti realizzate in trasferta negli scontri diretti
- Differenza reti generale
- Partite vinte
- Reti totali realizzate
- Spareggio

### Tabellone
Aggiornata al 18 maggio 2024
Ogni riga indica i risultati casalinghi della squadra segnata a inizio della riga, contro le squadre segnate colonna per colonna (che invece avranno giocato l'incontro in trasferta). Al contrario, leggendo la colonna di una squadra si avranno i risultati ottenuti dalla stessa in trasferta, contro le squadre segnate in ogni riga, che invece avranno giocato l'incontro in casa.
|                   | ARO  | BEN  | BOA  | BRA  | CAS  | CHA  | EST  | EsA  | FAM  | FAR  | GiV  | MOR  | PTI  | PTO  | RIO  | SPO  | ViG  | VIZ  |
| ----------------- | ---- | ---- | ---- | ---- | ---- | ---- | ---- | ---- | ---- | ---- | ---- | ---- | ---- | ---- | ---- | ---- | ---- | ---- |
| Arouca            | –––– | 0-3  | 2-1  | 0-1  | 0-1  | 0-2  | 4-3  | 0-0  | 3-2  | 2-1  | 3-0  | 0-1  | 1-1  | 3-2  | 2-2  | 0-3  | 1-3  | 5-0  |
| Benfica           | 5-0  | –––– | 2-0  | 3-1  | 1-1  | 1-0  | 3-1  | 2-0  | 3-0  | 1-1  | 3-0  | 3-0  | 4-0  | 1-0  | 4-1  | 2-1  | 4-0  | 6-1  |
| Boavista          | 0-4  | 3-2  | –––– | 0-4  | 1-1  | 4-1  | 2-1  | 1-1  | 2-2  | 1-3  | 1-1  | 1-0  | 1-4  | 1-1  | 0-0  | 0-2  | 1-1  | 2-2  |
| Braga             | 0-3  | 0-1  | 4-1  | –––– | 4-3  | 1-1  | 3-1  | 3-0  | 1-2  | 2-1  | 2-1  | 1-0  | 6-1  | 0-1  | 2-1  | 1-1  | 1-1  | 2-1  |
| Casa Pia          | 1-0  | 0-1  | 0-0  | 1-3  | –––– | 3-1  | 0-0  | 0-1  | 0-2  | 1-3  | 0-0  | 0-1  | 1-0  | 1-2  | 1-1  | 1-2  | 0-0  | 0-1  |
| Chaves            | 1-5  | 0-2  | 2-1  | 2-4  | 1-3  | –––– | 2-2  | 2-2  | 0-1  | 1-1  | 4-2  | 1-2  | 2-3  | 0-3  | 0-0  | 0-3  | 1-2  | 2-1  |
| Estoril           | 1-2  | 0-1  | 1-2  | 0-1  | 4-0  | 4-0  | –––– | 1-0  | 1-0  | 4-0  | 1-3  | 1-3  | 1-0  | 1-0  | 2-0  | 0-1  | 1-3  | 2-2  |
| Estrela Amadora   | 1-4  | 1-4  | 3-1  | 2-4  | 3-1  | 1-1  | 2-1  | –––– | 1-0  | 0-3  | 1-0  | 0-1  | 3-0  | 0-1  | 2-2  | 1-2  | 0-1  | 1-1  |
| Famalicão         | 1-0  | 2-0  | 1-1  | 1-2  | 1-2  | 2-2  | 1-1  | 0-0  | –––– | 1-0  | 3-1  | 0-0  | 2-2  | 0-3  | 2-1  | 0-1  | 1-3  | 3-2  |
| Farense           | 2-0  | 1-3  | 2-0  | 3-1  | 0-3  | 5-0  | 3-2  | 0-0  | 1-1  | –––– | 1-0  | 0-1  | 1-3  | 1-3  | 1-1  | 2-3  | 1-2  | 0-0  |
| Gil Vicente       | 2-2  | 2-3  | 1-0  | 3-3  | 2-0  | 0-0  | 5-3  | 1-1  | 1-2  | 2-0  | –––– | 1-1  | 5-0  | 1-1  | 1-1  | 0-4  | 1-0  | 0-1  |
| Moreirense        | 1-0  | 0-0  | 1-1  | 2-3  | 1-4  | 1-0  | 2-1  | 2-2  | 1-0  | 1-0  | 0-1  | –––– | 5-2  | 1-2  | 0-0  | 0-2  | 1-0  | 1-0  |
| Portimonense      | 1-2  | 1-3  | 1-4  | 3-5  | 2-2  | 2-1  | 1-0  | 1-1  | 1-1  | 1-1  | 0-2  | 1-0  | –––– | 0-3  | 2-2  | 1-2  | 1-1  | 0-0  |
| Porto             | 1-1  | 5-0  | 2-1  | 2-0  | 3-1  | 1-0  | 0-1  | 2-0  | 2-2  | 2-1  | 2-1  | 5-0  | 1-0  | –––– | 0-0  | 2-2  | 1-2  | 4-1  |
| Rio Ave           | 1-1  | 1-1  | 2-0  | 0-0  | 1-0  | 2-0  | 1-1  | 1-1  | 1-1  | 3-4  | 3-0  | 0-4  | 2-0  | 1-2  | –––– | 3-3  | 2-1  | 1-1  |
| Sporting Lisbona  | 2-1  | 2-1  | 6-1  | 5-0  | 8-0  | 3-0  | 5-1  | 3-2  | 1-0  | 3-2  | 3-1  | 3-0  | 3-0  | 2-0  | 2-0  | –––– | 3-0  | 3-2  |
| Vitoria Guimarães | 2-1  | 2-2  | 1-0  | 2-3  | 0-2  | 5-0  | 3-2  | 3-0  | 1-0  | 1-1  | 2-1  | 1-0  | 1-2  | 1-2  | 1-0  | 3-2  | –––– | 2-0  |
| Vizela            | 2-2  | 1-2  | 1-4  | 1-3  | 0-4  | 0-1  | 3-3  | 4-0  | 0-0  | 2-1  | 1-0  | 0-0  | 2-3  | 0-2  | 1-1  | 2-5  | 0-1  | –––– |

## Spareggio promozione-retrocessione
Allo spareggio sono ammesse la sedicesima classificata in Primeira Liga e la terza classificata in Segunda Liga.
|              | Risultati |              | Luogo e data                 |
| ------------ | --------- | ------------ | ---------------------------- |
| Portimonense | 1 - 2     | AVS          | Portimão, 25 maggio 2024     |
| AVS          | 2 - 1     | Portimonense | Vila das Aves, 2 giugno 2024 |
|              |           |              |                              |

## Statistiche

### Squadre

#### Capoliste solitarie
|    | —— | —— | —— | —— | —— | ——       | ——       | ——       | ——       | ——  | ——  | ——  | ——       | ——       | ——       | ——       | ——       | ——       | ——  | ——  | ——  | ——  | ——               | ——               | ——               | ——               | ——               | ——               | ——               | ——               | ——               | ——               | ——               | —— |  |
|    |    |    |    |    |    | Sporting | Sporting | Sporting | Sporting |     | Spo |     | Sporting | Sporting | Sporting | Sporting | Sporting | Sporting | Ben |     |     | Ben | Sporting Lisbona | Sporting Lisbona | Sporting Lisbona | Sporting Lisbona | Sporting Lisbona | Sporting Lisbona | Sporting Lisbona | Sporting Lisbona | Sporting Lisbona | Sporting Lisbona | Sporting Lisbona |    |  |
|    |    |    |    |    |    |          |          |          |          |     |     |     |          |          |          |          |          |          |     |     |     |     |                  |                  |                  |                  |                  |                  |                  |                  |                  |                  |                  |    |  |
|    |    |    |    |    |    |          |          |          |          |     |     |     |          |          |          |          |          |          |     |     |     |     |                  |                  |                  |                  |                  |                  |                  |                  |                  |                  |                  |    |  |
| 1ª | 2ª | 3ª | 4ª | 5ª | 6ª | 7ª       | 8ª       | 9ª       | 10ª      | 11ª | 12ª | 13ª | 14ª      | 15ª      | 16ª      | 17ª      | 18ª      | 19ª      | 20ª | 21ª | 22ª | 23ª | 24ª              | 25ª              | 26ª              | 27ª              | 28ª              | 29ª              | 30ª              | 31ª              | 32ª              | 33ª              | 34ª              |    |  |

### Classifica in divenire
|                   | 1ª | 2ª | 3ª | 4ª | 5ª | 6ª | 7ª | 8ª | 9ª | 10ª | 11ª | 12ª | 13ª | 14ª | 15ª | 16ª | 17ª | 18ª | 19ª | 20ª | 21ª | 22ª | 23ª | 24ª | 25ª | 26ª | 27ª | 28ª | 29ª | 30ª | 31ª | 32ª | 33ª | 34ª |
|                   |    |    |    |    |    |    |    |    |    |     |     |     |     |     |     |     |     |     |     |     |     |     |     |     |     |     |     |     |     |     |     |     |     |     |
| ----------------- | -- | -- | -- | -- | -- | -- | -- | -- | -- | --- | --- | --- | --- | --- | --- | --- | --- | --- | --- | --- | --- | --- | --- | --- | --- | --- | --- | --- | --- | --- | --- | --- | --- | --- |
| Arouca            | 3  | 4  | 5  | 6  | 6  | 6  | 6  | 6  | 6  | 6   | 6   | 9   | 10  | 13  | 16  | 16  | 16  | 19  | 22  | 25  | 28  | 28  | 31  | 34  | 34  | 34  | 37  | 40  | 43  | 44  | 45  | 46  | 46  | 46  |
| Benfica           | 0  | 3  | 6  | 9  | 12 | 15 | 18 | 21 | 22 | 25  | 28  | 29  | 30  | 33  | 36  | 39  | 42  | 45  | 48  | 51  | 52  | 55  | 58  | 58  | 61  | 64  | 67  | 67  | 70  | 73  | 76  | 76  | 79  | 80  |
| Boavista          | 3  | 6  | 7  | 10 | 13 | 13 | 14 | 15 | 15 | 15  | 15  | 15  | 15  | 16  | 16  | 17  | 20  | 20  | 20  | 21  | 24  | 24  | 24  | 25  | 28  | 28  | 29  | 29  | 29  | 30  | 30  | 31  | 31  | 32  |
| Braga             | 0  | 3  | 4  | 7  | 7  | 10 | 13 | 16 | 17 | 20  | 23  | 26  | 29  | 29  | 32  | 33  | 33  | 36  | 37  | 40  | 40  | 43  | 46  | 49  | 50  | 53  | 56  | 56  | 59  | 62  | 62  | 65  | 68  | 68  |
| Casa Pia          | 3  | 3  | 4  | 5  | 8  | 9  | 9  | 9  | 10 | 10  | 10  | 13  | 13  | 16  | 16  | 19  | 19  | 19  | 19  | 20  | 20  | 23  | 26  | 27  | 27  | 27  | 30  | 31  | 32  | 32  | 35  | 35  | 35  | 36  |
| Chaves            | 0  | 0  | 0  | 0  | 0  | 1  | 4  | 7  | 7  | 7   | 7   | 10  | 10  | 10  | 10  | 11  | 11  | 12  | 13  | 14  | 14  | 17  | 18  | 18  | 19  | 19  | 19  | 19  | 22  | 23  | 23  | 23  | 23  | 23  |
| Estoril           | 0  | 3  | 3  | 3  | 3  | 4  | 4  | 4  | 4  | 7   | 10  | 10  | 13  | 14  | 17  | 17  | 17  | 17  | 18  | 21  | 21  | 21  | 22  | 22  | 22  | 25  | 28  | 29  | 29  | 30  | 33  | 33  | 33  | 33  |
| Estrela Amadora   | 0  | 0  | 3  | 4  | 4  | 5  | 5  | 8  | 11 | 11  | 11  | 12  | 15  | 16  | 16  | 17  | 18  | 18  | 18  | 18  | 21  | 21  | 22  | 22  | 25  | 26  | 26  | 27  | 28  | 29  | 29  | 30  | 30  | 33  |
| Famalicão         | 3  | 4  | 4  | 7  | 8  | 11 | 12 | 12 | 12 | 15  | 16  | 16  | 17  | 18  | 18  | 19  | 22  | 22  | 22  | 22* | 23* | 26* | 26* | 27* | 27* | 28* | 31* | 34* | 35* | 36  | 36  | 39  | 42  | 42  |
| Farense           | 0  | 0  | 3  | 3  | 6  | 6  | 6  | 7  | 10 | 13  | 16  | 16  | 17  | 18  | 18  | 21  | 21  | 24  | 24  | 25  | 26  | 26  | 26  | 26  | 26  | 27  | 27  | 30  | 31  | 31  | 34  | 37  | 37  | 37  |
| Gil Vicente       | 3  | 3  | 3  | 3  | 6  | 6  | 9  | 9  | 10 | 10  | 11  | 11  | 12  | 12  | 15  | 15  | 16  | 19  | 22  | 22  | 22  | 25  | 26  | 27  | 28  | 28  | 28  | 28  | 28  | 31  | 32  | 33  | 36  | 36  |
| Moreirense        | 0  | 1  | 1  | 4  | 4  | 7  | 10 | 11 | 14 | 17  | 20  | 21  | 22  | 25  | 26  | 26  | 29  | 29  | 32  | 32  | 35  | 35  | 38  | 39  | 39  | 42  | 42  | 43  | 43  | 43  | 46  | 49  | 52  | 55  |
| Portimonense      | 0  | 0  | 1  | 2  | 5  | 5  | 8  | 8  | 11 | 11  | 14  | 14  | 15  | 15  | 15  | 15  | 18  | 18  | 21  | 21  | 21  | 22  | 22  | 23  | 23  | 23  | 23  | 26  | 27  | 28  | 28  | 28  | 29  | 32  |
| Porto             | 3  | 6  | 9  | 10 | 13 | 16 | 16 | 19 | 22 | 22  | 25  | 28  | 31  | 31  | 34  | 35  | 38  | 41  | 44  | 45  | 45  | 48  | 49  | 52  | 55  | 58  | 58  | 58  | 59  | 62  | 63  | 66  | 69  | 72  |
| Rio Ave           | 3  | 3  | 3  | 4  | 5  | 5  | 5  | 5  | 5  | 8   | 9   | 10  | 11  | 12  | 12  | 15  | 15  | 16  | 17  | 18  | 21  | 21  | 22  | 23  | 24  | 25  | 26  | 29  | 30  | 31  | 32  | 35  | 36  | 37  |
| Sporting Lisbona  | 3  | 6  | 9  | 10 | 13 | 16 | 19 | 22 | 25 | 28  | 28  | 31  | 31  | 34  | 37  | 40  | 43  | 46  | 49  | 49* | 52* | 55* | 56* | 59* | 62* | 65* | 68* | 71* | 74* | 80  | 81  | 84  | 87  | 90  |
| Vitória Guimarães | 3  | 6  | 9  | 9  | 9  | 10 | 13 | 16 | 19 | 19  | 19  | 22  | 25  | 26  | 29  | 30  | 33  | 36  | 36  | 39  | 40  | 41  | 41  | 44  | 47  | 50  | 53  | 56  | 57  | 57  | 60  | 60  | 60  | 63  |
| Vizela            | 0  | 1  | 1  | 4  | 4  | 5  | 5  | 6  | 6  | 9   | 10  | 10  | 10  | 11  | 12  | 13  | 13  | 13  | 13  | 13  | 16  | 16  | 17  | 18  | 21  | 21  | 21  | 21  | 21  | 21  | 22  | 22  | 25  | 26  |

### Individuali

#### Classifica marcatori
Aggiornata al 18 maggio 2024.
| Gol |  |  | Giocatore        | Squadra           |
| --- |  |  | ---------------- | ----------------- |
| 29  |  |  | Viktor Gyökeres  | Sporting Lisbona  |
| 21  |  |  | Simon Banza      | Braga             |
| 20  |  |  | Rafa Mújica      | Arouca            |
| 15  |  |  | Jhonder Cádiz    | Famalicão         |
| 15  |  |  | Samuel Essende   | Vizela            |
| 15  |  |  | Cristo González  | Arouca            |
| 15  |  |  | Paulinho         | Sporting Lisbona  |
| 14  |  |  | Héctor Hernández | Chaves            |
| 14  |  |  | Rafa Silva       | Benfica           |
| 13  |  |  | Bruno Duarte     | Farense           |
| 13  |  |  | Evanilson        | Porto             |
| 11  |  |  | Jota Silva       | Vitória Guimarães |
| 11  |  |  | Pedro Gonçalves  | Sporting Lisbona  |